# Zwischenverfahren
Das Zwischenverfahren ist ein Begriff aus dem deutschen Strafverfahrensrecht. Er bezeichnet den zwischen Ermittlungsverfahren (oder Vorverfahren) und dem Hauptverfahren liegenden Teilabschnitt des strafrechtlichen Erkenntnisverfahrens.
Das Zwischenverfahren beginnt mit dem Eingang der Anklageschrift bei dem zuständigen Gericht und endet mit der Entscheidung über die Eröffnung oder Nichteröffnung des Hauptverfahrens. Gesetzlich geregelt ist das Zwischenverfahren im Vierten Abschnitt des Zweiten Buches der Strafprozessordnung (§§ 199 bis 211 StPO).

## Zuständigkeit
Für die Entscheidung über die Eröffnung des Hauptverfahrens ist gemäß § 199 StPO dasjenige Gericht zuständig, das auch für die Hauptverhandlung zuständig ist. Entschließt sich die Staatsanwaltschaft zur Erhebung der öffentlichen Klage (§ 170 Abs. 1 StPO), hat sie die Anklageschrift zusammen mit den Akten dem Gericht mit dem Antrag, das Hauptverfahren zu eröffnen, zu übersenden.

## Veranlassungen nach Anklageerhebung
Gemäß § 201 Abs. 1 StPO hat der Vorsitzende des nach § 199 StPO zuständigen Gerichts die Anklageschrift dem Angeschuldigten zu übersenden und ihm Gelegenheit zur Stellungnahme zu geben. Liegt ein Fall der notwendigen Verteidigung vor und hat der Angeschuldigte zu diesem Zeitpunkt keinen Verteidiger, ist ihm außerdem ein Pflichtverteidiger zu bestellen (§ 142 Abs. 2 StPO).
Sodann prüft das Gericht, ob die Anklageschrift den Erfordernissen des § 200 StPO genügt. Ist dies nicht der Fall, ist die Anklageschrift zunächst der Staatsanwaltschaft zur Korrektur zurückzugeben. Weigert sich die Staatsanwaltschaft, die Anklageschrift zu korrigieren und hält das Gericht an seiner Auffassung fest, dass eine wirksame Anklageschrift nicht gegeben ist, wird es die Eröffnung des Hauptverfahrens ablehnen.
Weiter muss das angerufene Gericht seine Zuständigkeit (s. o.) prüfen. Hält es seine Zuständigkeit für gegeben, ergeben sich naturgemäß insoweit keine weiteren Probleme. Hält sich das angerufene Gericht für sachlich unzuständig, hängt das weitere Verfahren davon ab, ob es die Zuständigkeit eines Gerichts höherer Ordnung oder eines Gerichts niedrigerer Ordnung annimmt. Hält das angerufene Gericht ein Gericht niedrigerer Ordnung für zuständig, so kann es das Hauptverfahren unmittelbar vor diesem Gericht eröffnen (§ 209 Abs. 1 StPO). Das Gericht niedrigerer Ordnung ist an diese Entscheidung gebunden. Nimmt das angerufene Gericht demgegenüber die Zuständigkeit eines Gerichts höherer Ordnung an, so muss es die Akten diesem unter Vermittlung der Staatsanwaltschaft zur Entscheidung vorlegen (§ 209 Abs. 2 StPO).
Schließlich kann das angerufene Gericht, wenn es dies zur besseren Aufklärung der Sache für angemessen hält, einzelne Beweiserhebungen anordnen (§ 202 StPO).

## Inhalt der gerichtlichen Entscheidung
Bei Vorliegen hinreichenden Tatverdachts bezüglich der Begehung der in der Anklageschrift bezeichneten Straftat (§ 203 StPO), entscheidet das Gericht auf Zulassung der Anklage und Eröffnung des Hauptverfahrens, soweit die Prozessvoraussetzungen vorliegen. Das Gericht ist nicht an die Anträge der Staatsanwaltschaft gebunden (§ 206 StPO), weshalb es gegebenenfalls ergänzende Ermittlungen anordnen kann (§ 202 StPO). Ob in Übereinstimmung mit der Anklage oder abweichend derselben eröffnet wird, unterliegt den Maßgaben des § 207 Abs. 1 und 2, § 209 Abs. 1 StPO. Falls von der Anklage der Staatsanwaltschaft abgewichen wird, hat diese den Rechtsbehelf der sofortigen Beschwerde, § 210 Abs. 2 StPO. Das Gericht ordnet gegebenenfalls begleitend die Fortdauer der Untersuchungshaft oder einstweilige Unterbringung an (§ 207 Abs. 4 StPO).
Der Eröffnungsbeschluss formuliert den Prozessstoff des sodann durchzuführenden Hauptverfahrens; das Vorliegen eines wirksamen Eröffnungsbeschlusses ist für das Hauptverfahren eine Verfahrensvoraussetzung. Erkennt das Gericht oder ein Rechtsmittelgericht später, dass der Eröffnungsbeschluss unwirksam ist/war, was in jeder Lage des Verfahrens von Amts wegen zu prüfen ist, muss es das Verfahren einstellen. Wie auch bei einem anderen Verfahrenshindernis, dessen Vorliegen sich nach Eröffnung des Hauptverfahrens herausstellt, geschieht dies außerhalb der Hauptverhandlung durch Beschluss (§ 206a Abs. 1 StPO), innerhalb der Hauptverhandlung durch Urteil (§ 260 Abs. 3 StPO). Eine vorläufige Einstellung des Verfahrens kommt in Betracht, wenn ein vorübergehendes Hindernis in der Person des Angeschuldigten, insbesondere dessen Abwesenheit, der Durchführung des Hauptverfahrens entgegensteht (§ 205 StPO). Das Gericht muss das Verfahren auch dann durch Beschluss außerhalb der Hauptverhandlung einstellen, wenn die Strafbarkeit der Tat nach deren Begehung, aber vor der Entscheidung durch Gesetzesänderung wegfällt (§ 206b StPO).
Der Eröffnungsbeschluss ist für den Angeklagten nicht anfechtbar (§ 210 Abs. 1 StPO). Folge des Eröffnungsbeschlusses ist, dass das Verfahren nunmehr rechtshängig ist. Aus dem Angeschuldigten wird der Angeklagte, § 157 StPO. 
Ist ein Gericht höherer Ordnung zuständig, wird gemäß § 209 Abs. 2 StPO diesem vorgelegt.